# تکین کورتولوش
تکین کورتولوش (ترکی استانبولی: Tekin Kurtuluş؛ زادهٔ ۱۶ سپتامبر ۱۹۶۸) هنرپیشه، خواننده، و بازیگر سینما اهل ترکیه است. او برادر بزرگتر محمد کورتولوش بازیگر ترکیه‌ای است.